# Lutande tornet i Pisa
Lutande tornet i Pisa (italienska: Torre pendente di Pisa) är domkyrkans fristående klocktorn (kampanil) i staden Pisa i nordvästra Italien. Det cirka 55 meter höga tornet är mest känt för att det lutar. Det började byggas 1173 och färdigbyggdes runt eller efter mitten av 1300-talet.

## Historik och beskrivning
Tornet började byggas 1173 som ett normalt torn och tog 199 år att bygga. Tornet stod färdigt år 1372, efter att man slutligen färdigställt klockrummet (med plats för sju klockor).
Tornet började långsamt att luta redan innan bygget var slutfört. Den högsta biten av tornet färdigställdes därför i en något annan vinkel, i ett försök att mildra problemet. Tornet lutar med 5 grader från centrumlinjen, på grund av att marken är mycket vattenrik och lerig. Före restaureringsarbetet 1990–2001 lutade tornet med 5,5 grader.
Årligen besöker flera miljoner människor tornet och går de 296 trappstegen till toppen. På senare år har åtgärder vidtagits för att räta upp tornet något och på så sätt säkerställa dess fortbestånd. Mellan 7 januari 1990 och 16 juni 2001 var tornet stängt på grund av olycksrisken. Det öppnade igen efter omfattande restaureringsarbeten. 
Det sägs att Galileo Galilei i ett experiment ska ha släppt två kanonkulor av olika storlek från tornet, detta för att påvisa att kulornas fallhastighet var oberoende av deras massa. Berättelsens trovärdighet är dock tveksam, då dess enda källa är Galileos egen sekreterare, i en bok som publicerades långt efter dennes död.

## I populärkulturen
Lutande tornet i Pisa förekommer i en del filmer. Bland annat finns det med i Stålmannen går på en krypto-nit där Stålmannen rätar upp tornet så att det blir rakt. Under senhösten och vintern 2011 förekom det i en reklamkampanj från företaget Poolia i svensk TV.

## Bildgalleri

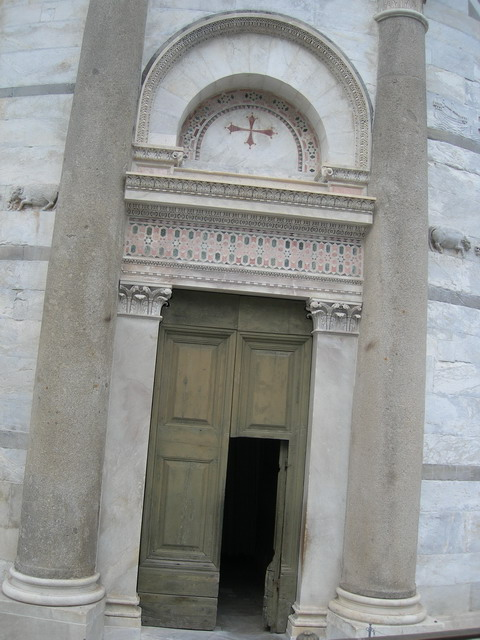
Ingången till klocktornet
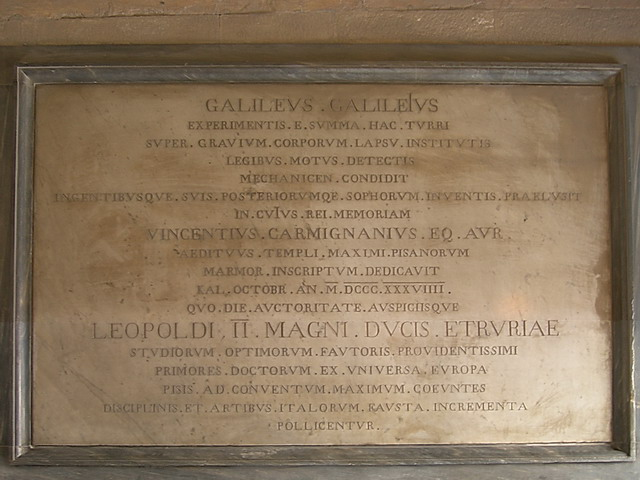
Minnestavla tillägnad Galileo Galileis experiment
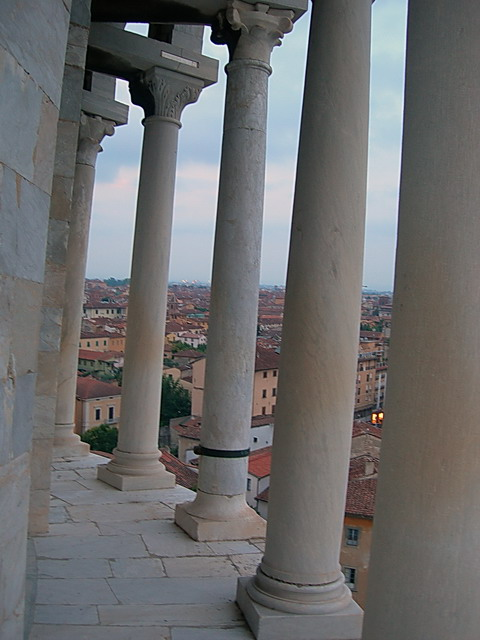
Loggia
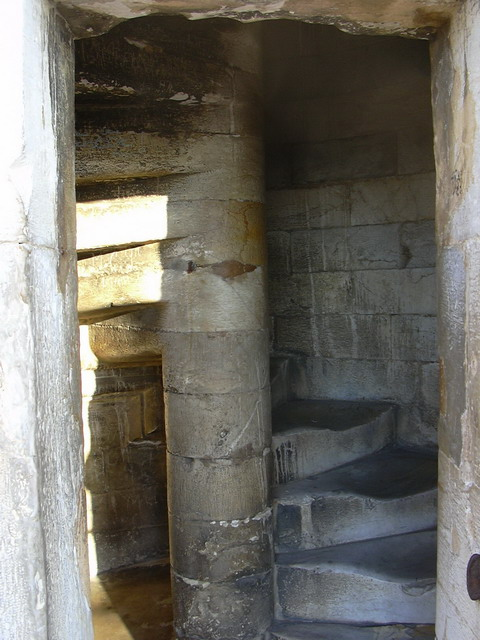
Trappuppgång mellan våning sex och sju
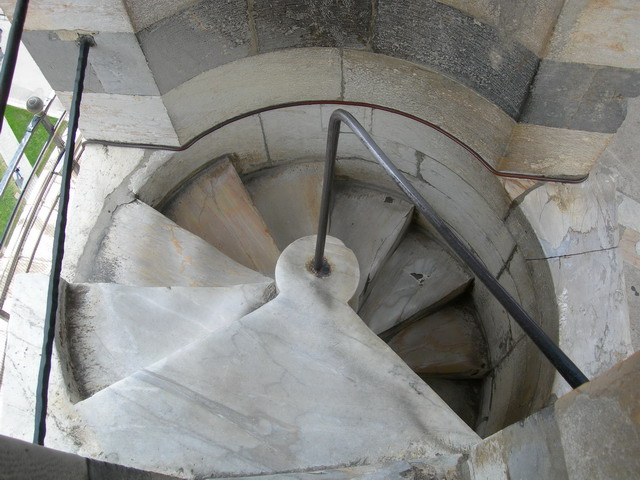
Trappuppgång mellan våning sju och åtta (toppvåningen)
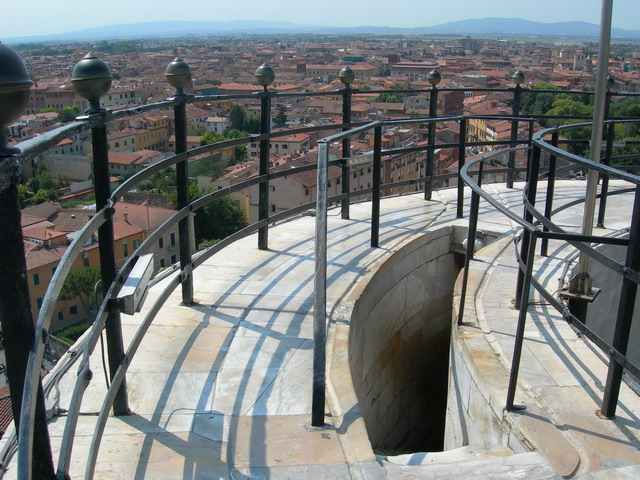
Utsikt från toppen
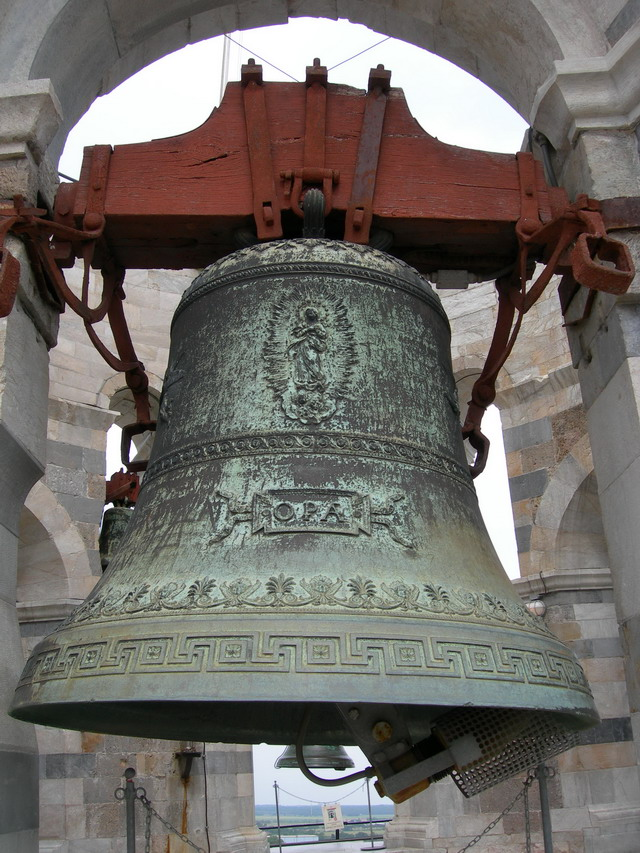
Kyrkklocka